# Rezerwat przyrody Bażantarnia
Bażantarnia – leśny rezerwat przyrody w województwie lubuskim, w powiecie nowosolskim, na terenie gminy Otyń.

## Podstawa prawna
Nr rej. woj. – 2.

### Akt prawny obejmujący rezerwat ochroną
Zarządzenie Ministra Leśnictwa z dnia 14 września 1959 r. (Monitor Polski Nr 87 z 22 października 1959 r., poz. 462)

### Inne akty prawne dotyczące rezerwatu
- Obwieszczenie Wojewody Lubuskiego z dnia 16 stycznia 2002 r. (Dz. Urz. Nr 12, poz. 144)
- Zarządzenie Nr 20/2010 Regionalnego Dyrektora Ochrony Środowiska w Gorzowie Wielkopolskim z dnia 23 lipca 2010 r. (Dziennik Urzędowy Województwa  Lubuskiego Nr 8, poz. 1138 z dnia 24.08.2010 r.)

## Położenie
- Województwo 		– lubuskie
- Powiat		– Nowa Sól
- Gmina			– Otyń
- Obr. ewidencyjny	– Niedoradz

## Właściciel, zarządzający
Skarb Państwa, Nadleśnictwo Przytok

## Powierzchnia pod ochroną
- 17,88 ha (akt powołujący podawał 17,86 ha)

## Opis przedmiotu poddanego ochronie
Rezerwat stanowi fragment lasu naturalnego – pierwotnego o bogatym składzie gatunków liściastych. Skład panujących gatunków przedstawia się następująco: sosna 3, dąb 3, świerk 2, modrzew 2 w V i VI klasie wieku z pojedynczymi okazami drzew pomnikowych w wieku 180–200 lat. W domieszce kępowo brzoza, akacja, buk, grab, lipa, jodła i wprowadzone sztucznie daglezja i wejmutka. Gleba średnio zbielicowana, piaszczysto-gliniasta, w podszycie jarzębina, kruszyna, jeżyna, śnieguliczka. W runie konwalia, zawilec, szczawik zajęczy, paproć orlica pospolita, przylaszczka pospolita, fiołek leśny, dzwonek pokrzywolistny, nerecznica i inne.

## Cel ochrony
Zachowanie ze względów naukowych, dydaktycznych i krajobrazowych
drzewostanu naturalnego o charakterze puszczańskim, który stanowi oazę pośród ubogich drzewostanów sosnowych. Pojedyncze okazy drzew pomnikowych.
Rezerwat nie podlega ochronie międzynarodowej.